# اولینوو (استان اشوی‌داشکسیه)
اولینوو (به لهستانی: Ewelinów) یک منطقهٔ مسکونی در لهستان است که در گمینا ووپوشنو واقع شده‌است. اولینوو ۱۶۶ نفر جمعیت دارد.